# Ачонва, Натали
Натали Ачонва (англ. Natalie Achonwa; род. 22 ноября 1992 года в Гуэлфе, провинция Онтарио, Канада) — канадская профессиональная баскетболистка. На студенческом уровне играла в команде университета Нотр-Дам «Нотр-Дам Файтинг Айриш».

## Ранние годы
Натали родилась 22 ноября 1992 года. Её отец иммигрировал из Нигерии в Канаду в возрасте 12 лет. Ачовна училась в Столетнем энциклопедическом и профессиональном институте в Гуэлфе до девятого класса, после чего переехала в Гамильтон, где стала посещать Католическую среднюю школу Сент-Мэри.

## Профессиональная карьера
14 апреля 2014 года Ачовна была выбрана на драфте ЖНБА под общим девятым номером клубом «Индиана Фивер». Из-за травмы, полученной ею в плей-офф чемпионата NCAA она была вынуждена пропустить весь сезон ЖНБА 2014 года. Осенью 2014 года, всё ещё восстанавливаясь от травмы, она стала исполняющей обязанности исполнительного директора женской баскетбольной программы университета Нотр-Дам.
Ачовна подписала свой профессиональный контракт с «Фивер» лишь в апреле 2015 года и в мае приняла участие в подготовительном лагере. По итогам её дебютного сезона в ЖНБА она была включена в сборную новичков лиги.
В сезоне 2006 года Роль Ачовны в команде уменьшилась, она стала выходить со скамейки запасных и проводила на площадке намного меньше времени, чем в первом сезоне. Её команда вновь смогла выйти в плей-офф, где в первом раунде проиграла «Финикс Меркури». В сезоне 2017 года Натали отыграла все 34 матча чемпионата из которых в 17 выходила в стартовом составе, набирая в среднем за игру 7,1 очка и делая 3,7 подбора.

## Международная карьера
В 2009 году Ачовна стала членом женской национальной сборной Канады по баскетболу. В её составе она принимала участие в летних Олимпийских играх 2012 года и на чемпионате мира по баскетболу среди женщин 2010 года. Она также участвовала в чемпионате Америки 2013 года, проходивших в мексиканском городе Халапа-Энрикес. На турнире она в среднем за игру набирала по 7,5 очка и помогла своей команде завоевать серебряные медали.
Она была также приглашена участвовать в чемпионате мира 2014 года, но из-за травмы была вынуждена его пропустить.
В 2016 году Ачовна участвовала в Олимпийских играх в составе сборной Канады по баскетболу.